# Spud 3: Learning to Fly
Spud 3: Learning to Fly è un film del 2014 diretto da John Barker e tratto dal romanzo Spud - Learning to Fly di John Van De Ruit.
Si tratta del secondo sequel del film del 2010 Spud dopo Spud 2: The Madness Continues (2013).

## Produzione
Il film è stato girato a Città del Capo.

## Accoglienza

### Botteghino
Il film ha incassato ai botteghini 327.791 dollari.

### Critica
Radio Times ha assegnato al film due stelle su cinque.